# The Independent
The Independent és un diari del Regne Unit, publicat per la Independent Print Limited d'Aleksandr Lebedev i Evgeni Lebedev. Col·loquialment se l'anomena Indy, mentre que a la tirada dominical, The Independent on Sunday, se la coneix com a Sindy. Es va començar a editar el 1986 i va esdevenir un dels diaris britànics més moderns. L'edició diària va ser reconeguda com a National Newspaper of the Year en els British Press Awards de 2004. Originalment era un diari en format llençol (broadsheet), però el 2003 va canviar al format tabloide.
The Independent no és un diari que es relacioni especialment amb cap partit polític, tot i que la seva línia editorial és clarament d'esquerres; tot i això, les seves columnes d'opinió aglutinen un ampli espectre de punts de vista.
El febrer de l'any 2010 va tenir una tirada de 183.547 còpies, un 10,88% menys que l'any anterior.

## Història
El primer número de The Independent va sortir al carrer el 7 d'octubre de 1986. Produït per Newspaper Publishing, els seus creadors van ser Andreas Whittam Smith, Stephen Glover i Matthew Symonds, tres periodistes provinents del The Daily Telegraph. Marcus Sieff va ser el primer directiu de Newspaper Publishing i Whittam Smith va prendre el control del periòdic.
The Independent va aparèixer en un moment de tensió en el periodisme britànic. Rupert Murdoch, accionista majoritari d'una de les empreses de comunicació més poderoses del món, estava combatent contra pràctiques tradicionals i lluitant contra els sindicats. En aquesta atmosfera el nou periòdic va atraure professionals provinents de les capçaleres de Murdoch. Llançat amb l'eslògan "It is. Are you?" i superant The Guardian pel centreesquerra, va arribar a tenir una circulació de 400.000 exemplars el 1989. Competint en un mercat moribund, The Independent va impulsar un disseny més fresc i va participar en una guerra de preus. Amb tot, quan el diari va llançar la seva edició dominical el 1990, les vendes eren més baixes que les previstes.
En la dècada dels 90 va iniciar una campanya publicitària en què acusava The Times i The Daily Telegraph de reflectir les opinions dels seus propietaris, Rupert Murdoch i Conrad Black. Va crear unes paròdies de les seues capçaleres amb els títols 'THE RUPERT MURDOCH', 'The Conrad Black' i, a sota, 'THE INDEPENDENT'.
En aquells moments Newspaper Publishing tenia problemes financers. Altres diaris apareguts en la dècada anterior, incloent-hi el Sunday Correspondent, s'havien col·lapsat sense obtenir una massa de lectors que asseguraren la seva rendibilitat, i The Independent estava experimentant aquesta dinàmica. Dos grups mediàtics europeus van aportar petites ajudes. Altres companyies estaven interessades en el diari. A mitjan 1994, el grup de Tony O'Reilly i el Mirror Group Newspapers van introduir ajudes substancials. Al març de 1995, Newspaper Publishing es va reestructurar i el seu accionariat va quedar repartit entre Independent News & Media (43%), MGN (43%), i Prisa (El País, 12%). Eixe mateix mes, Whittam Smith abandona el diari.
A l'abril de 1996 hi hagué un nou refinançament, i al març de 1998 O'Reilly va comprar l'altre 54% de la companyia per 30 milions de lliures i va assumir el deute de l'empresa. Brendan Hopkins va encapçalar Independent News mentre Andrew Marr i Rosie Boycott van prendre les regnes de The Independent i The Independent on Sunday, respectivament. Marr va introduir un canvi de disseny, que va durar poc temps a causa d'una mala acollida comercial, tot i el favor de la crítica.
Boycott va abandonar el diari el 1998 per anar al The Daily Express. Al mes de maig d'eixe any, Marr faria el mateix per unir-se com a editor polític a la BBC. Simon Kelner va ser nomenat nou editor. Per aquest temps, la circulació havia caigut per sota dels 200.000 exemplars. Independent News havia fet una forta despesa per millorar eixa circulació i el diari va viure diversos redissenys. Ivan Fallon va reemplaçar Hopkins com a cap d'Independent News & Media al juliol de 2002. A mitjan 2004, el periòdic va perdre 5 milions de lliures. Per contra, una millora gradual de la circulació havia mantingut aquesta xifra a l'alça durant nou anys seguits el 2006.
El 28 de novembre de 2008, després de reduir la plantilla, es va anunciar un trasllat de la producció a la seu d'Associated Newspapers. Es mantingué la separació entre els grups editorials quant a la gestió i les operacions comercials, però van passar a compartir alguns serveis com la seguretat.
El 25 de març de 2010, Independent News & Media va ser adquirit per una companyia encapçalada per Alexander Lebedev.

### Canvis en el disseny i en el format
The Independent va ser editat originàriament en format llençol, però al setembre de 2003 va editar conjuntament aquesta edició amb una altra en format tabloide, amb el mateix contingut. La nova versió va rebre el nom de compacta per tal de distanciar-se de l'estil sensacionalista dels diaris anglesos en format tabloide. Després de repartir-se per Londres i posteriorment pel nord-oest d'Anglaterra, el format menut es va estendre per tot el territori britànic. Al cap de poc, el Times seguiria les seues passes i també editaria la versió tabloïde. Abans d'eixos canvis, The Independent tenia una circulació diària de 217.500 exemplars, aproximadament, la més baixa dels grans periòdics del Regne Unit. El març de 2004 havia crescut un 15%, fins a apropar-se als 250.000 exemplars, xifra en la qual es va estancar. El 14 de maig de 2004 The Independent treia al carrer la darrera edició en format llençol. La versió dominical mantindria els dos formats fins al 9 d'octubre de 2005. A partir d'eixa data, només roman el tabloide o compacte.
El 12 d'abril de 2005, The Independent va optar per un nou disseny que s'apropa al model europeu, especialment al francès Libération. El redisseny es va realitzar en un estudi de Barcelona. Entre les remodelacions hi ha un augment en el nombre d'articles de doble pàgina i canvis en la portada i en la contraportada. El 25 d'abril de 2006 es va introduir una secció nova, Extra, que conté reportatges i passatemps. Al juny del 2007, The Independent on Sunday consolida el seu contingut amb una secció de notícies que inclou esports i negocis, així com una revista centrada en societat i cultura.
El 23 de setembre de 2008, el diari es va adaptar al color, i l'Extra va ser reemplaçat per un 
"Independent Life Supplement", que se centrava en diferents temes cada dia.
Tres setmanes després de l'adquisició del diari per Alexander i Evgeny Lebedev el 2010, el diari va ser rellançat amb un nou disseny. El nou format compta amb titulars més menuts i una nova secció, "Viewspaper", que conté opinions i articles.

### Pàgina web
El 23 de gener de 2008, The Independent va rellançar la seva versió on-line, independent.co.uk. La reestrena va comportar un canvi d'imatge, millor accés al servei de blocs, prioritat en continguts audiovisuals i àrees addicionals com art, arquitectura, moda, estris tecnològics i salut. També es van posar en marxa programes en podcast com ara The Independent Music Radio Show, The Independent Travel Guides, The Independent Sailing Podcasts, o The Independent Video Travel Guides. Des de 2009, el lloc web incorpora notícies en vídeo que provenen del canal informatiu Al Jazeera English.

## Equip

### Editors
| The Independent 1986: Andreas Whittam Smith 1994: Ian Hargreaves 1995: Charles Wilson 1996: Andrew Marr 1998: Rosie Boycott 1998: Andrew Marr i Rosie Boycott 1998: Simon Kelner 2008: Roger Alton 2010: Simon Kelner 2011: Chris Blackhurst 2013: Amol Rajan | The Independent on Sunday 1990: Stephen Glover 1991: Ian Jack 1995: Peter Wilby 1996: Rosie Boycott 1998: Kim Fletcher 1999: Janet Street-Porter 2002: Tristan Davies 2008: John Mullin 2013: Lisa Markwell |

També hi ha hagut diversos editors convidats en els darrers anys, com ara Elton John l'1 de desembre de 2010, Anita Roddick el 19 de juny de 2003 i Bono, el 2006.

### Redactors i columnistes
Principalment a The Independent:
- Yasmin Alibhai-Brown
- Bruce Anderson
- Paul Arden
- Archie Bland
- Cooper Brown
- Michael Brown
- Simon Calder
- Alexa Chung
- Rob Cowan
- Sloane Crosley
- Tracey Emin
- Nigel Farage
- Mitch Feierstein
- Helen Fielding
- Robert Fisk
- Chris Gulker
- Howard Jacobson
- Alex James
- Peter Jenkins
- Owen Jones
- Andrew Keen
- Dominic Lawson
- John Lichfield
- Philip Llewellin
- Andy McSmith
- Donald MacIntyre
- Serena Mackesy
- Tracey MacLeod
- Rhodri Marsden
- Jan McGirk
- Matthew Norman
- Deborah Orr
- Christina Patterson
- Peter Popham
- Simon Read
- Steve Richards
- Sherif Saleh
- Alexei Sayle
- Will Self
- Mark Steel
- Catherine Townsend
- Paul Vallely
- Brian Viner
- Lynne Walker
- Andreas Whittam Smith
- Claudia Winkleman

Principalment a The Independent on Sunday:
- Janet Street-Porter ("Editor-At-Large")
- Kate Bassett—Teatre
- Patrick Cockburn—Comment & Debate
- Peter Cole—"On The Press"
- Rupert Cornwell—"Out of America"
- Hermione Eyre—Diverses crítiques a ABC
- Jenny Gilbert—Dansa
- Dom Joly—"First Up" a The Sunday Review
- Tim Minogue & David Randall—"Observatory"
- Cole Moreton—News Analysis (Regular double-spread)
- Anna Picard—Òpera i música clàssica
- Simon Price—Rock i pop
- John Rentoul—Comment & Debate
- Joan Smith—Comment & Debate
- Paul Vallely—Comment & Debate
- Alan Watkins—Comment & Debate

### Fotògrafs
- Timothy Allen